# Concierto para dos pianos y orquesta (Vaughan Williams)
El Concierto para dos pianos y orquesta es un concierto para piano del compositor británico Ralph Vaughan Williams. Escribió su Concierto para piano entre los años 1926 y 1930, que se estrenó en 1933, bajo la batuta de Adrian Boult. La pieza se hizo famosa por ser muy difícil y exigente, por lo que Vaughan Williams reescribió la obra para dos pianos con la ayuda de Joseph Cooper. Esta edición revisada se estrenó en 1946. 
La pieza es difícil, y las partes de piano a menudo son percusivas y disonantes. Consta de tres movimientos:
1. Tocata: Allegro moderato
2. Romanza: Lento
3. Fuga chromatica (Allegro), con finale alla tedesca

La pieza dura alrededor de 25 minutos.
- Datos: Q166288